# Iwatsukiella leucotricha
Iwatsukiella leucotricha là một loài Rêu trong họ Leskeaceae. Loài này được (Mitt.) W.R. Buck & H.A. Crum mô tả khoa học đầu tiên năm 1978.